# Рудаковы
Рудаковы — дворянский род.
Опричником Ивана Грозного числился Василий Рудаков (1573).
Определением Правительствующего Сената от 20 апреля 1855 года, титулярный советник Максим Петров Рудаков, по Всемилостивейше пожалованному ему 22 сентября 1852 года ордену св. Владимира 4 степени, признан в потомственном дворянстве вместе с сыновьями: Николаем, Константином и Евгением.

## Описание герба
В лазоревом щите золотая круглая доска, украшенная восемью серебряными страусовыми перьями. На доске в середине червлёный крест с широкими концами.
Щит увенчан дворянским коронованным шлемом. Нашлемник: встающий старец в золотом кафтане и лазоревой охабени (верхняя одежда). На его груди червлёный крест с широкими концами. В левой руке он держит длинную, золотую трость. Намёт: справа — лазоревый с золотом, слева — червлёный с серебром. Девиз: «БЛАГОРОДНОМУ МОЯ ЗАСЛУГА» золотыми буквами на лазоревой ленте. Герб Рудакова внесён в Часть 13 Общего гербовника дворянских родов Всероссийской империи, стр. 123.

## Известные представители
- Рудаков Пётр Лаврович — переславский городовой дворянин (1627—1629), московский дворянин (1640).
- Рудаков Дорофей Лаврович — стольник патриарха Филарета (1629), московский дворянин (1640).
- Рудаков Пётр Лаврентьевич — воевода в Михайлове (1637).
- Рудаков Даниил Поздеевич — московский дворянин (1660).
- Рудаковы: Никита Яковлевич и Лаврентий Семёнович — московские дворяне (1676—1677).
- Рудаков Иван Дорофеевич — воевода в Романове (на Волге) (1677—1678).
- Рудаков Леонтий Семёнович — воевода в Переславле-Залесском (1682).
- Рудаковы: Иван Никифорович, Иван Иванович, Дмитрий Петрович, Прокофий и Григорий Никитичи, Матвей и Василий Даниловичи — стряпчие (1668—1692).
- Рудаковы: Илья Данилович и Иван Дорофеевич — стольники (1682-1692)[3][4].